# Крекінг-установки в Рувайсі
Крекінг-установки в Рувайсі – комплекс піролізних виробництв у приморському місті Ал-Рувайс на заході Об’єднаних Арабських Еміратів (емірат Абу-Дабі). Найпотужніший нафтохімічний майданчик світу, котрий належить одній компанії.
В кінці 1990-х нафтовидобувна компанія ОАЕ ADNOC створила спільне підприємство Borouge з міжнародною нафтохімічною компанією Borealis, створеною шляхом злиття певних активів фінської Neste, норвезької Statoil та австрійської OMV. Borealis, якій припало 40% участі, в подальшому також стала в основному належати інвесторам з еміратів, котрі через холдингову компанію Mubadala контролюють 64% її капіталу, тоді як ще 36% належить OMV.

## Borouge 1-3
У 2001 році в Рувайсі запустили в роботу комплекс Borouge 1, котрий включав установку парового крекінгу потужністю 600 тисяч тонн етилену на рік та дві лінії поліетилену. Останні первісно розраховувались на випуск 500 тисяч тонн цього полімеру, проте після модернізації в 2005-му та 2009-му роках досягли такого ж загального показника, як і піролізне виробництво.
В 2010-му почав роботу комплекс Borouge 2, в основі якого лежить установка парового крекінгу, здатна продукувати 1,5 млн тонн етилена та 53 тисячі тонн пропілена. Перший в подальшому частково використовується лінією полімеризації потужністю 540 тисяч тонн, проте більшість етилена спрямовується на установку димеризації, котра видає 585 тисяч тонн продукту, з яких 39 тисяч тонн припадає на 1-бутен (використовується як кополімер), а 500 тисяч тонн – на 2-бутен. Останній шляхом метатези із етиленом перетворюють на 752 тисячі тонн пропілена (можливо відзначити, що в світі існує кілька десятків установок метатези олефінів та димеризації етилена, проте лише в Рувайсі із них створили двоступеневий комплекс). Пропілен в Borouge 2 споживають дві лінії полімеризації по 400 тисяч тонн поліпропілена кожна.
В 2015-2016 роках став до ладу черговий комплекс Borouge 3, котрий так само може продукувати 1,5 млн тон етилена. В цьому випадку він практично повністю споживається трьома лініями полімеризації, дві з яких мають потужність по 540 тисяч тонн (поліетилен високої щільності), а одна 350 тисяч тонн (поліетилен низької щільності). Хоча технологічно до складу майданчику Borouge 3 відносяться також дві лінії поліпропілена потужністю по 480 тисяч тонн, проте варто відзначити, що в 2015-2018 роках у Рувайсі ввели в експлуатацію дві установки дегідрогенізації пропану, кожна з яких розрахована на випуск 500 тисяч тонн пропілена на рік.
Як сировину для піролізу всі три комплекси Borouge 1, 2, 3 використовують етан (на Borouge 2 незначну – біля 3% - частину сировини становить фракція С3/С4, котра надходить з Borouge 1). Саме цим пояснюється майже виключне виробництво найлегшого з олефінів – етилена. Втім, під час реакції може утворюватись й певна кількість більш важких ненасичених вуглеводнів. Наприклад, Borouge 2 не лише випускає згадані вище 53 тисячі тон пропілена, але також обладнаний установкою гідрогенізації, котра може переробляти 80 тисяч тон фракції С4 та перетворювати у ній бутадієн на 1-бутен та 2-бутен. У випуску 1-бутена задіяна і Borouge 3, з якої можливо отримувати 28 тисяч тонн цього продукта.
Етан для роботи комплексу постачає розташована неподалік установка фракціонування Рувайс.

## Borouge 4
У 2019 році оглосили про широкомасштабний проект подальшого розвитку нафтохімічного виробництва в Рувайсі. До 2025 року тут повинні звести комплекс Borouge 4, котрий включатиме установку парового крекінгу, здатну продукувати 1,8 млн тон етилена, 1 млн тон пропілена, 350 тисяч тон бутадієна та 360 тисяч тон бензена. Серед похідних виробництв планують звести лінії полімеризації, здатні випускати 1,95 млн тон поліетилена та 470 тисяч тон поліпропілена, крім того, етилен потребуватиме завод моноетилпенгліколя, розрахований на випуск 1,2 млн тон цього продукта. Нарешті, планується виробляти 300 тисяч тон метилтретинного бутилового етеру (високооктанова присадка для пального), для чого необхідний ще один олефін – ізобутилен. Такий широкий спектр ненасичених вуглеводнів, котрі виходитимуть з піролізної установки, пояснюється її проектуванням під змішану сировину – газовий бензин (naphtha), бутан та етан.
Окрім зазначених вище піролізного та похідних від нього виробництв, мегапроект Borouge 4 повинен включати установку ароматичних вуглеводнів, здатну випускати 1,46 млн тон параксилена та 0,16 млн тон бензена. Її планують ввести у 2023 році, а ще раніше, у 2021-му, попередній комплекс Borouge 3 доповнять ще однією лінією поліпропілена потужністю 500 тисяч тон.